# Синай (планина)
Вижте пояснителната страница за други значения на Синай.
Синайската планина, или планината Синай се намира в Египет и със своите 2642 метра височина е втората по височина на Синайския полуостров.
Планината е основно скалиста. Състои се от алкален гранит, намиращ се в разнообразни по вид скали. Това повсеместно разпространение на скалите е свидетелство, че те са се образували на различна дълбочина.
В Библията се казва, че това е мястото, където Мойсей получава Десетте Божи заповеди. Арабското име на планината означава точно това – „Мойсеева планина“. Въпреки че има много малко археологически находки, които да доказват това твърдение, мястото днес е известна дестинация за милиони поклонници.
Тук е домът и на манастира „Света Катерина“ – гръцки православен манастир, един от най-старите в света.
Единственият начин да се стигне до планината е сухоземният транспорт. Много поклонници и туристи пристигат тук към 1.00 часа сутринта, за да изкачат планината и да посрещнат изгрева на върха ѝ.

## Kартинна галерия
- הַר סִינַי - Синай - جبل موسَى